# Paul Jans
Paul Jans (ur. 5 sierpnia 1981) – holenderski piłkarz grający w klubie FCV Dender EH na pozycji napastnika. Wcześniej grał w NEC Nijmegen, VVV Venlo, Rot-Weiss Essen i FC Den Bosch.